# Nokia 8110

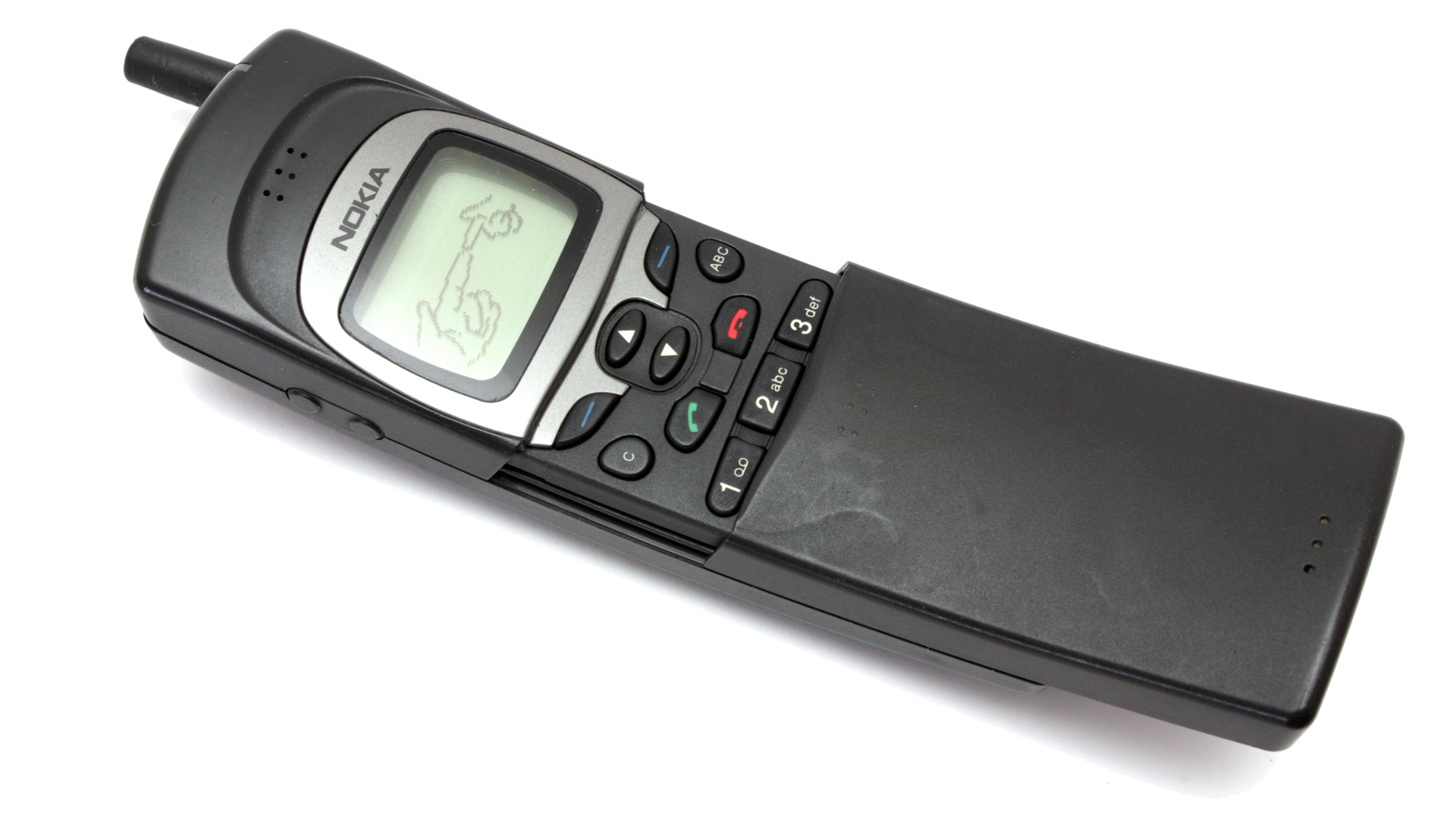
El Nokia 8110i con cubierta deslizante semiabierta.

Nokia 8110 es un teléfono móvil lanzado en 1996. Fue anunciado el 9 de septiembre de 1996 como el primero de los teléfonos de la serie 8000 de gama alta de Nokia. Su estilo distintivo fue el primer ejemplo de un factor de forma «deslizante». Una cubierta deslizante protegía el teclado cuando se llevaba en el bolsillo y se extendía hacia abajo durante el uso, acercando el micrófono a la boca. La acción de abrir la tapa también descolgaba una llamada entrante. La prominente curvatura de la caja, particularmente cuando está abierta, le otorgó el apodo de «teléfono plátano/banana». También fue el primer Nokia con pantalla LCD gráfica monocromática.
El teléfono fue diseñado para el mercado empresarial y era uno de los teléfonos más pequeños y livianos (152 gramos) del mercado, con una mejor duración de batería que su predecesor Nokia 2110. El teléfono también fue el primer móvil GSM en utilizar un procesador ARM.
El modelo 8110i mejorado, anunciado en marzo de 1997, fue el primer teléfono con el motor SSMS (Smart SMS). Los teléfonos podían actualizarse vía OTA («Over The Air») con una estructura de menú inteligente, que permitía una entrada sencilla de información, enviada a través de un mensaje de texto estructurado simple a un receptor. El receptor podría interpretar información y enviar un mensaje de texto estructurado al teléfono. La recepción de tonos de llamada por SMS también formaba parte del protocolo de mensajería inteligente, por lo que el 8110i también fue el primer teléfono móvil compatible con ello. Posteriormente, Nokia dejó de comercializar la mensajería inteligente y se centró en el siguiente estándar WAP, pero no abandonó la compatibilidad con la mensajería inteligente en sus teléfonos posteriores. El 8110 es visualmente igual que el 8110i, salvo que en el modelo anterior el logotipo de Nokia aparece en blanco. Los modelos 8110 y 8110i fueron reemplazados por el Nokia 8810 en 1998, mientras que los modelos 8146 y 8148 fueron reemplazados por Nokia 7110 en 1999.